# Eubacterium brachy
Eubacterium brachy è una specie di batterio appartenente alla famiglia delle Eubacteriaceae.